# Grönländische Fußballmeisterschaft 1993
Die Grönländische Fußballmeisterschaft 1993 war die 31. Spielzeit der Grönländischen Fußballmeisterschaft.
Meister wurde zum ersten Mal B-67 Nuuk.

## Teilnehmer
Folgende Mannschaften nahmen an der Meisterschaft teil. Teilnehmer der Schlussrunde sind fett.
- K'ingmeĸ-45 Upernavik
- FC Malamuk Uummannaq
- Ukaleq-55 Qaarsut
- Disko-76 Qeqertarsuaq
- I-69 Ilulissat
- N-48 Ilulissat
- Kugsak-45 Qasigiannguit
- T-41 Aasiaat
- SAK Sisimiut
- Aĸigssiaĸ Maniitsoq
- Kâgssagssuk Maniitsoq
- B-67 Nuuk
- B-67 Nuuk II
- NÛK
- Nagtoralik Paamiut
- K-33 Qaqortoq
- Siuteroĸ Nanortalik

## Modus
Das Teilnehmerfeld war in dieser Saison deutlich geringer als in den Vorjahren. Deswegen mussten diesmal nur drei Mannschaften aus Nuuk in der Vorrunde antreten. Auch in der Zwischenrunde gab es diesmal nur drei Gruppen. Die südgrönländischen Mannschaften waren mangels Konkurrenz direkt für die Schlussrunde qualifiziert. An dieser nahmen in diesem Jahr acht statt sechs Mannschaften teil. Gespielt wurde in zwei Vierergruppen, gefolgt von der K.-o.-Runde.

## Ergebnisse

### Vorrunde
Nuuk
Die Spiele fanden in Nuuk statt.
| Pl. | Verein       | Sp. | S | U | N | Tore    | Punkte |
| --- | ------------ | --- | - | - | - | ------- | ------ |
| 1.  | B-67 Nuuk    | 4   | 3 | 0 | 1 | 012:100 | 06     |
| 2.  | NÛK          | 4   | 3 | 0 | 1 | 006:600 | 06     |
| 3.  | B-67 Nuuk II | 4   | 0 | 0 | 4 | 002:130 | 0      |

| Datum         |              | Ergebnis |              |
| ------------- | ------------ | -------- | ------------ |
| 17. Juli 1993 | B-67 Nuuk    | 2:0      | B-67 Nuuk II |
| 18. Juli 1993 | B-67 Nuuk    | 0:1      | NÛK          |
| 19. Juli 1993 | B-67 Nuuk II | 1:2      | NÛK          |
| Juli 1993     | B-67 Nuuk II | 0:6      | B-67 Nuuk    |
| Juli 1993     | NÛK          | 0:4      | B-67 Nuuk    |
| Juli 1993     | NÛK          | 3:1      | B-67 Nuuk II |

### Zwischenrunde

#### Nordgrönland
Die Spiele fanden in Uummannaq statt.
| Pl. | Verein                | Sp. | S | U | N | Tore    | Punkte |
| --- | --------------------- | --- | - | - | - | ------- | ------ |
| 1.  | FC Malamuk Uummannaq  | 4   | 4 | 0 | 0 | 019:700 | 08     |
| 2.  | K'ingmeĸ-45 Upernavik | 4   | 2 | 0 | 2 | 010:130 | 04     |
| 3.  | Ukaleq-55 Qaarsut     | 4   | 0 | 0 | 4 | 007:160 | 0      |

|                       | Ergebnis |                       |
| --------------------- | -------- | --------------------- |
| K'ingmeĸ-45 Upernavik | 4:1      | Ukaleq-55 Qaarsut     |
| K'ingmeĸ-45 Upernavik | 2:6      | FC Malamuk Uummannaq  |
| FC Malamuk Uummannaq  | 4:3      | Ukaleq-55 Qaarsut     |
| FC Malamuk Uummannaq  | 4:1      | K'ingmeĸ-45 Upernavik |
| Ukaleq-55 Qaarsut     | 2:3      | K'ingmeĸ-45 Upernavik |
| Ukaleq-55 Qaarsut     | 1:5      | FC Malamuk Uummannaq  |

#### Diskobucht
Die Spiele fanden in Ilulissat statt.
| Pl. | Verein                  | Sp. | S | U | N | Tore    | Punkte |
| --- | ----------------------- | --- | - | - | - | ------- | ------ |
| 1.  | T-41 Aasiaat            | 8   | 5 | 2 | 1 | 020:160 | 12     |
| 2.  | N-48 Ilulissat          | 8   | 3 | 3 | 2 | 023:170 | 09     |
| 3.  | Kugsak-45 Qasigiannguit | 8   | 4 | 1 | 3 | 016:120 | 09     |
| 4.  | I-69 Ilulissat          | 8   | 2 | 3 | 3 | 018:180 | 07     |
| 5.  | Disko-76 Qeqertarsuaq   | 8   | 1 | 1 | 6 | 011:250 | 03     |

| Datum                |                         | Ergebnis |                         |
| -------------------- | ----------------------- | -------- | ----------------------- |
| Juli 1993            | Disko-76 Qeqertarsuaq   | 1:2      | T-41 Aasiaat            |
| Juli 1993            | Kugsak-45 Qasigiannguit | 4:1      | T-41 Aasiaat            |
| Juli 1993            | Disko-76 Qeqertarsuaq   | 3:1      | Kugsak-45 Qasigiannguit |
| Juli 1993            | I-69 Ilulissat          | 3:1      | Disko-76 Qeqertarsuaq   |
| Juli 1993            | N-48 Ilulissat          | 2:2      | T-41 Aasiaat            |
| Juli 1993            | I-69 Ilulissat          | 2:2      | T-41 Aasiaat            |
| Juli 1993            | N-48 Ilulissat          | 1:1      | Disko-76 Qeqertarsuaq   |
| 17./18. Juli 1993    | Kugsak-45 Qasigiannguit | 3:0      | Disko-76 Qeqertarsuaq   |
| 17./18. Juli 1993    | T-41 Aasiaat            | 3:0      | I-69 Ilulissat          |
| 17./18. Juli 1993    | T-41 Aasiaat            | 4:3      | N-48 Ilulissat          |
| 24./25. Juli 1993    | T-41 Aasiaat            | 3:2      | Disko-76 Qeqertarsuaq   |
| 24./25. Juli 1993    | Kugsak-45 Qasigiannguit | 1:1      | I-69 Ilulissat          |
| 24./25. Juli 1993    | Kugsak-45 Qasigiannguit | 3:1      | N-48 Ilulissat          |
| 31. Juli/1. Aug.1993 | Disko-76 Qeqertarsuaq   | 2:5      | I-69 Ilulissat          |
| 31. Juli/1. Aug.1993 | T-41 Aasiaat            | 3:2      | Kugsak-45 Qasigiannguit |
| 7./8. Aug.1993       | Disko-76 Qeqertarsuaq   | 1:7      | N-48 Ilulissat          |
| 10. Aug.1993         | I-69 Ilulissat          | 4:4      | N-48 Ilulissat          |
| 14./15. Aug.1993     | Kugsak-45 Qasigiannguit | 2:1      | I-69 Ilulissat          |
| 14./15. Aug.1993     | N-48 Ilulissat          | 2:0      | Kugsak-45 Qasigiannguit |
| 18. Aug.1993         | N-48 Ilulissat          | 3:2      | I-69 Ilulissat          |

#### Mittelgrönland
Die Spiele fanden in Maniitsoq statt.
| Pl. | Verein                | Sp. | S | U | N | Tore    | Punkte |
| --- | --------------------- | --- | - | - | - | ------- | ------ |
| 1.  | B-67 Nuuk             | 4   | 2 | 2 | 0 | 008:400 | 06     |
| 2.  | SAK Sisimiut          | 4   | 2 | 2 | 0 | 005:300 | 06     |
| 3.  | Kâgssagssuk Maniitsoq | 4   | 2 | 1 | 1 | 011:500 | 05     |
| 4.  | NÛK                   | 4   | 1 | 0 | 3 | 006:140 | 02     |
| 5.  | Aĸigssiaĸ Maniitsoq   | 4   | 0 | 1 | 3 | 006:100 | 01     |

| Datum          |                       | Ergebnis |                       |
| -------------- | --------------------- | -------- | --------------------- |
| 1. August 1993 | B-67 Nuuk             | 1:1      | Aĸigssiaĸ Maniitsoq   |
| 1. August 1993 | SAK Sisimiut          | 1:1      | Kâgssagssuk Maniitsoq |
| 2. August 1993 | NÛK                   | 1:2      | SAK Sisimiut          |
| 2. August 1993 | B-67 Nuuk             | 2:1      | Kâgssagssuk Maniitsoq |
| 3. August 1993 | Aĸigssiaĸ Maniitsoq   | 2:3      | NÛK                   |
| 3. August 1993 | SAK Sisimiut          | 0:0      | B-67 Nuuk             |
| 4. August 1993 | B-67 Nuuk             | 5:2      | NÛK                   |
| 4. August 1993 | Aĸigssiaĸ Maniitsoq   | 2:4      | Kâgssagssuk Maniitsoq |
| 5. August 1993 | Kâgssagssuk Maniitsoq | 5:0      | NÛK                   |
| 5. August 1993 | Aĸigssiaĸ Maniitsoq   | 1:2      | SAK Sisimiut          |

### Schlussrunde

#### Vorrunde
Die Spiele fanden in Qaqortoq statt.
Gruppe A
| Pl. | Verein               | Sp. | S | U | N | Tore    | Punkte |
| --- | -------------------- | --- | - | - | - | ------- | ------ |
| 1.  | K-33 Qaqortoq        | 3   | 2 | 1 | 0 | 010:500 | 05     |
| 2.  | T-41 Aasiaat         | 3   | 1 | 2 | 0 | 007:600 | 04     |
| 3.  | SAK Sisimiut         | 3   | 1 | 0 | 2 | 007:600 | 02     |
| 4.  | FC Malamuk Uummannaq | 3   | 0 | 1 | 2 | 006:130 | 01     |

| Datum        |                      | Ergebnis  |               |
| ------------ | -------------------- | --------- | ------------- |
| 25. Aug.1993 | FC Malamuk Uummannaq | 3:3       | T-41 Aasiaat  |
| 25. Aug.1993 | K-33 Qaqortoq        | 3:1 (2:0) | SAK Sisimiut  |
| 26. Aug.1993 | FC Malamuk Uummannaq | 1:5 (0:3) | SAK Sisimiut  |
| 26. Aug.1993 | T-41 Aasiaat         | 2:2 (1:1) | K-33 Qaqortoq |
| 27. Aug.1993 | SAK Sisimiut         | 1:2       | T-41 Aasiaat  |
| 27. Aug.1993 | FC Malamuk Uummannaq | 2:5       | K-33 Qaqortoq |

Gruppe B
| Pl. | Verein              | Sp. | S | U | N | Tore    | Punkte |
| --- | ------------------- | --- | - | - | - | ------- | ------ |
| 1.  | B-67 Nuuk           | 3   | 2 | 0 | 1 | 011:400 | 04     |
| 2.  | N-48 Ilulissat      | 3   | 2 | 0 | 1 | 013:800 | 04     |
| 3.  | Siuteroĸ Nanortalik | 3   | 1 | 0 | 2 | 006:100 | 02     |
| 4.  | Nagtoralik Paamiut  | 3   | 1 | 0 | 2 | 008:160 | 02     |

| Datum        |                     | Ergebnis  |                     |
| ------------ | ------------------- | --------- | ------------------- |
| 25. Aug.1993 | Nagtoralik Paamiut  | 6:2 (6:0) | Siuteroĸ Nanortalik |
| 25. Aug.1993 | B-67 Nuuk           | 4:2 (3:2) | N-48 Ilulissat      |
| 26. Aug.1993 | Nagtoralik Paamiut  | 0:6       | B-67 Nuuk           |
| 26. Aug.1993 | N-48 Ilulissat      | 3:2       | Siuteroĸ Nanortalik |
| 27. Aug.1993 | N-48 Ilulissat      | 8:2       | Nagtoralik Paamiut  |
| 27. Aug.1993 | Siuteroĸ Nanortalik | 2:1       | B-67 Nuuk           |

#### Platzierungsrunde
Halbfinale
| Datum           |               | Ergebnis |                | Ort      |
| --------------- | ------------- | -------- | -------------- | -------- |
| 29. August 1993 | K-33 Qaqortoq | 1:0      | N-48 Ilulissat | Qaqortoq |
| 29. August 1993 | B-67 Nuuk     | 2:1      | T-41 Aasiaat   | Qaqortoq |

Spiel um Platz 7
| Datum           |                      | Ergebnis |                    | Ort      |
| --------------- | -------------------- | -------- | ------------------ | -------- |
| 28. August 1993 | FC Malamuk Uummannaq | 6:2      | Nagtoralik Paamiut | Qaqortoq |

Spiel um Platz 5
| Datum           |              | Ergebnis |                     | Ort      |
| --------------- | ------------ | -------- | ------------------- | -------- |
| 28. August 1993 | SAK Sisimiut | 2:1      | Siuteroĸ Nanortalik | Qaqortoq |

Spiel um Platz 3
| Datum           |                | Ergebnis             |              | Ort      |
| --------------- | -------------- | -------------------- | ------------ | -------- |
| 30. August 1993 | N-48 Ilulissat | 5:4 n. V. (4:4; 3:1) | T-41 Aasiaat | Qaqortoq |

Finale
| Datum           |           | Ergebnis  |               | Ort      |
| --------------- | --------- | --------- | ------------- | -------- |
| 30. August 1993 | B-67 Nuuk | 1:0 (0:0) | K-33 Qaqortoq | Qaqortoq |